# Şanlıurfa (provincie)

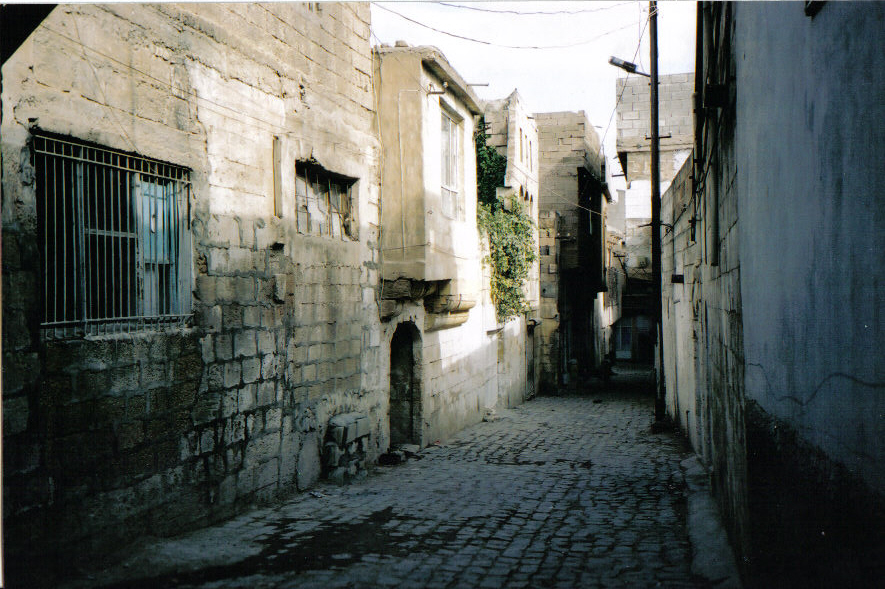
Smalle straat in Şanlıurfa

Şanlıurfa (Koerdisch: Riha, Arabisch: الرها ar-Ruhā, Syrisch: ܐܘܪܗ Urhoy) is een provincie in Turkije. De provincie is 19.091 km² groot en heeft 2.073.614 inwoners (2019). De hoofdstad is het gelijknamige Şanlıurfa.

## Bevolking
Op 31 december 2019 telde de provincie Şanlıurfa 2.073.614 inwoners. De meeste inwoners zijn Koerdisch. Daarnaast wonen er grote groepen Arabieren en Turken. Op 14 februari 2020 telde de provincie Şanlıurfa bovendien 425.557 Syrische vluchtelingen, hetgeen gelijk staat aan 20,9% van de bevolking.
| Bevolking | onbekend | onbekend | onbekend | onbekend | 538.131 | 602.736 | 1.001.455 | 1.443.422 | 1.663.371 | 2.073.614 |

De provincie Şanlıurfa heeft het hoogste geboortecijfer in Turkije met ruim 32,9 geboortes per duizend inwoners, bijna tweemaal hoger dan de rest van het land.  Het vruchtbaarheidscijfer bedroeg in 2018 zo'n 4,13 kinderen per vrouw, een lichte daling vergeleken met 4,83 kinderen per vrouw in 2000. In 2019 bestond 36,51% van de bevolking uit kinderen jonger dan 15 jaar, terwijl 3,92% van de bevolking uit 65-plussers bestond.

## Bestuurlijke indeling

### Districten
De provincie bestaat uit de volgende 13 districten:
Şanlıurfa merkezi
| - Eyyübiye - Haliliye - Karaköprü |

Andere districten
| - Akçakale - Birecik - Bozova - Ceylanpınar - Halfeti | - Harran - Hilvan - Siverek - Suruç - Viranşehir |